# Comuna de Chlewiska
Chlewiska (polaco: Gmina Chlewiska) é uma gminy (comuna) na Polónia, na voivodia de Mazóvia e no condado de Szydłowiecki. A sede do condado é a cidade de Chlewiska.
De acordo com os censos de 2004, a comuna tem 6244 habitantes, com uma densidade 50,3 hab/km².

## Área
Estende-se por uma área de 124,2 km², incluindo:
- área agricola: 47%
- área florestal: 45%

## Demografia
Dados de 30 de Junho 2004:
|                      | Total   | Total | Mulheres | Mulheres | Homens  | Homens |
| -------------------- | ------- | ----- | -------- | -------- | ------- | ------ |
|                      | pessoas | %     | pessoas  | %        | pessoas | %      |
| População            | 6244    | 100   | 3218     | 51,5     | 3026    | 48,5   |
| Densidade (pop./km²) | 50,3    | 100   | 25,9     | 25,9     | 24,4    | 24,4   |

De acordo com dados de 2002, o rendimento médio per capita ascendia a 1309,68 zł.

## Subdivisões
- Aleksandrów, Antoniów, Borki, Broniów, Budki, Chlewiska, Cukrówka, Huta, Krawara, Koszorów, Leszczyny, Majdanki, Nadolna, Ostałów, Ostałówek, Pawłów, Stanisławów, Stefanków, Skłoby, Sulistrowice, Wola Zagrodnia, Zaława, Zawonia.

## Comunas vizinhas
- Bliżyn, Borkowice, Przysucha, Stąporków, Szydłowiec, Wieniawa